# Suzanne Danco
Suzanne Danco (ur. 22 stycznia 1911 w Brukseli, zm. 10 sierpnia 2000 w Fiesole) – belgijska śpiewaczka, sopran.

## Życiorys
Ukończyła konserwatorium w Brukseli, gdzie oprócz śpiewu uczyła się gry na fortepianie oraz historii muzyki. W 1936 roku zdobyła I nagrodę w międzynarodowym konkursie śpiewaczym w Wiedniu, następnie doskonaliła swój warsztat wokalny u Fernando Carpiego w Pradze. Osiadła we Włoszech, gdzie występowała od 1940 roku, początkowo jako artystka koncertowa. Na scenie operowej zadebiutowała w 1941 roku w Genui rolą Fiordiligi w Così fan tutte W.A. Mozarta. W mediolańskiej La Scali kreowała role Ellen Orford w Peterze Grimesie Benjamina Brittena (1947) i Jokasty w Oedipus Rex Igora Strawinskiego (1948). W latach 1948–1951 występowała na festiwalu operowym w Glyndebourne. W 1951 roku jako Mimi w Cyganerii Giacomo Pucciniego debiutowała na deskach londyńskiego Covent Garden Theatre. Wykładała w Accademia Musicale Chigiana w Sienie. Gościnnie występowała w Stanach Zjednoczonych i Australii. Zasłynęła rolami Donny Anny w Don Giovannim Mozarta, Melisandy w Peleasie i Melisandzie Claude’a Debussy’ego i Marii w Wozzecku Berga.